# Вындомский, Максим Дмитриевич
Максим Дмитриевич Вындомский (ум. 1768 г.) — полковник гвардии, состоявший при «Брауншвейгской фамилии». Основатель усадьбы Тригорское, дед П. А. Вульф-Осиповой.

## Биография
Сын командира 1-й роты Семеновского полка Дмитрия Абрамовича Вындомского и его супруги Марфы Михайловны, урождённой Белеутовой. Имел брата Андрея и сестру Федосью, которая была замужем за прокурором Фёдором Трофимовичем Скобельцыным.
В 1723 году малолетним был записан сержантом в лейб-гвардии Семеновский полк, но службу начал в Новгородском драгунском полку. Прапорщик (27 февраля 1736 года); подпоручик (5 февраля 1739 г.), поручик (21 ноября 1740 г.), 25 апреля 1742 года пожалован в капитан-поручики Семёновского полка, капитан (1744 г.) .
Максим Вындомский был назначен состоять главным приставом при свергнутой правительнице Анне Леопольдовне и её семье, «проявляя подчас чрезмерное усердие и жестокость». М. И. Семевский в своей работе «Прогулка в Тригорское» писал: «В 1739 году подпоручик семёновского полка Максим Вындомский в царствование Елисаветы Петровны принимает участие в одной весьма секретной командировке, имевшей тогда для нового правительства России громаднейшее значение: вместе с некоторыми другими лицами, уже капитан-поручик лейб-гвардии семёновского полка Вындомской был в том конвое, под прикрытием которого перевезена, в 1742 году, бывшая правительница Анна Леопольдовна и её семейство, вместе с развенчанным малюткой императором Иоанном VI Антоновичем, из крепости Динаминд в Раненбург (Ораниенбург), ныне уездный город Рязанской губернии. Здесь злополучное семейство вместе с Вындомским, бывшим в числе его главных тюремщиков, пробыло почти до сентября 1744 года». При этом или слабо разбиравшийся в географии, или перепутавший два схожие по звучанию города капитан-поручик едва не отвёз опальное семейство в Оренбург. 27 июля 1744 года действительный камергер Николай Андреевич Корф доставил Вындомскому новый указ императрицы, следуя которому Иоанна Антоновича следовало разлучить с родителями и вместе с капитаном Миллером отправить под именем Григория в Соловецкий монастырь, а оставшихся членов семьи (принцессу с мужем и дочерьми Екатериной и Елизаветой) доставить туда же на день позже. Вындомскому же следовало отправиться вперед и готовить лошадей до самого Переяславля-Рязанского. Однако размытые осенние дороги не позволили путникам добраться до Соловков, и они были вынуждены остановиться в Холмогорах, где на Вындомского была возложена обязанность подготовить помещение для семьи бывшей правительницы в архиерейском доме, принадлежавшем к Преображенскому собору. В 1745 году после отзыва Корфа в Санкт-Петербург Вындомский был назначен главным помощником майора Гурьева в конвое, а 19 марта 1746 года капитан принял «дела, известных персон и команду» после отъезда Гурьева. Только он мог входить к «принцу» и на нём лежали расходы по содержанию семьи.
17 октября 1748 года Максиму Дмитриевичу была пожалована награда 2000 рублей, но служба в отдалённом гарнизоне не всегда проходила гладко. В марте 1754 года Вындомский сообщил о своей ссоре с капитаном архангелогородского гарнизона Баранцевым, последний был посажен под караул, a дело Высочайше повелено 30 марта рассмотреть в Сенате. 23 марта 1756 года во время допроса Авдотья Кирова показала, что армии полковник Вындомский «завсегда пьянствует и чинит великие безпорядки», но жалоба последствий не имела. Владимир Стасов, в 1863 году по заказу императора Александра и барона Корфа собиравший материал для подробной истории «Брауншвейгского семейства», охарактеризовал Вындомского как «пьяного, вороватого, беспутного и жестокого капитана …».
Новый именной указ комендант Вындомский получил 26 января 1756 года. Ему следовало «немедленно и тайно», чтобы «не подать вида о вывозе арестанта», доставить Ивана Антоновича в Шлиссельбург.
Находясь в одном месте в течение многих десятилетий, Вындомский начал добиваться отставки, ссылаясь на постоянную болезнь. «Вындомский 30 июня отправил… письмо, в котором исчислил всё, что должно было убедить… дать отставку: он ссылался на ипохондрию, меланхолию, подагру, хирагру, почти совершенное лишение ума, необходимость оставаться в постели иногда по полугоду, наконец, на 18-летнюю службу свою в Холмогорах и 40-летнюю в Семёновском полку и совершенное расстройство всего своего состояния», но «…Шувалов не обратил никакого внимания даже на свидетельство о тяжкой его болезни, подписанное всеми офицерами холмогорской команды».
Император Пётр III 30 декабря 1761 года пожаловал Максима Дмитриевича в секунд-майоры Семёновского полка.
Лишь императрица Екатерина II указом от 29 июля 1762 года пожаловала Максимия Вындомского в полковники гвардии (этот чин в то время состоял в 3-м классе Табели о рангах) и «за его болезнями повелели быть в вечной отставке от всякой военной и гражданской нашей службы» и даровала ему «за понесённые труды долголетние» из дворцовой Воронецкой волости в Псковском уезде деревни прозываемые Егорьевская губа, в которой по последней ревизии состоит числом тысяча восемьдесят пять душ.
Максим Дмитриевич Вындомский скончался в 1768 году. Сначала был похоронен в Санкт-Петербурге в Ямской московской слободе при Церкви Воздвижения честного и животворящего креста Господня. Впоследствии его вдова, Екатерина Федоровна Вындомская, хлопотала перед Синодом о перезахоронении, потому что сам Максим Дмитриевич при жизни завещал себя похоронить "в вотчине его", во Введенском монастыре Новгородского уезда Обонежской пятины. Что и было исполнено в январе 1769 года. Тело перевозил сын Александр Максимович Вындомский, на тот момент сержант лейб-гвардии Семеновского полка, а впоследствии - полковник в отставке и  главный устроитель Тригорского в Псковской губернии.

## Семья
От брака с Екатериной Фёдоровной Квашниной имел двух сыновей. После смерти Дмитрия «в молодых летах», единственным наследником отца стал Александр Максимович, женатый на Марии Аристарховне, дочери тайного советника А. П. Кашкина.